# Weingarten 9 (Quedlinburg)

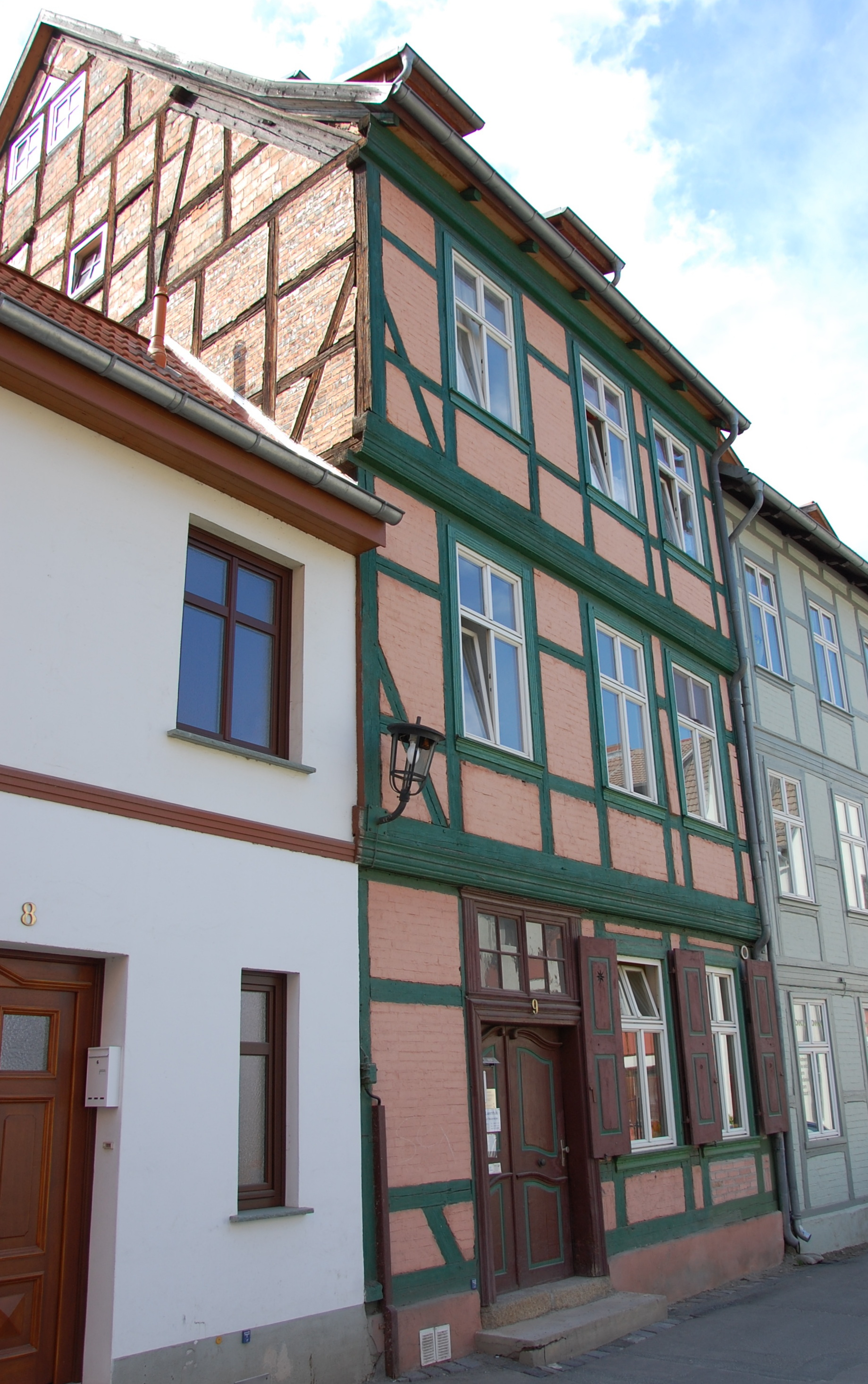
Haus Weingarten 9

Das Haus Weingarten 9 ist ein denkmalgeschütztes Gebäude in der Stadt Quedlinburg in Sachsen-Anhalt.

## Lage
Es befindet sich am Westrand der historischen Quedlinburger Altstadt auf der Westseite der Straße Weingarten und gehört zum UNESCO-Weltkulturerbe. Im Quedlinburger Denkmalverzeichnis ist es als Wohnhaus eingetragen. 

## Architektur und Geschichte
Das dreigeschossige Fachwerkhaus entstand im dritten Viertel des 18. Jahrhunderts. Beim Bau des Fachwerks wurde ein sogenannter Ständerrhythmus eingesetzt. An der Fachwerkfassade findet sich eine Profilbohle. Die Haustür des Gebäudes stammt aus der Zeit des Rokoko.